# Félix García Casas
Félix Manuel García Casas (* 29. Dezember 1968 in Madrid) ist ein ehemaliger spanischer Radrennfahrer.

## Karriere
Seine Profikarriere begann 1992, wo er dem spanischen Team CHCS-Ciemar beitrat. Doch nach nur einem Jahr wechselte er zu Artiach und gewann eine Etappe Portugal-Rundfahrt, womit er seinen ersten Etappensieg feiern durfte. Nachdem er 1994 immer knapp an einem Sieg gescheitert war, gewann er 1995 den Gran Premio Miguel Induráin. 1996 wechselte er zum Team Festina und belegte er bei der Tour de France den 48. Platz in der Gesamtwertung. Bei der Vuelta Ciclista de Chile gewann er 1996 und 1997 je eine Etappe. Bei der Tour de France 2000 konnte er sich auf den 14. Platz fahren. Im Mai 2001 belegte er bei der Tour de Romandie den zweiten Platz 43 Sekunden hinter dem Gesamtsieger Dario Frigo. 2002 wechselte er zum Team BigMat-Auber 93. Dieses war für die Tour de France 2002 nicht startberechtigt, doch beim Vuelta a España 2002 erreichte er mit dem achten Platz in der Gesamtwertung sein bestes Ergebnis bei der Großrundfahrt überhaupt. Die Saison 2002 krönte er mit dem zweiten Platz beim Escalada a Montjuïc. 2003 wechselte er zum deutschen Team Bianchi, wo Jan Ullrich einer seiner Teamkollegen war. Nach einem 23. Platz bei der Tour de France und einem 15. Platz beim Vuelta beendete nach Ablauf der Saison 2003 seine Karriere.

## Familie
García Casas ist der Vater von Raúl und Carlos García Pierna, die beide ebenfalls seit den 2010er Jahren als Radrennfahrer aktiv sind.

## Erfolge
1993
- eine Etappe Portugal-Rundfahrt

1995
- Gran Premio Miguel Induráin

1996
- eine Etappe Vuelta Ciclista de Chile

1997
- eine Etappe Vuelta Ciclista de Chile

## Grand-Tour-Platzierungen
| Grand Tour            | 1993 | 1994 | 1995 | 1996 | 1997 | 1998 | 1999 | 2000 | 2001 | 2002 | 2003 |
| --------------------- | ---- | ---- | ---- | ---- | ---- | ---- | ---- | ---- | ---- | ---- | ---- |
| Giro d’ItaliaGiro     | −    | −    | −    | 17   | 12   | 37   | −    | −    | −    | −    | −    |
| Tour de FranceTour    | −    | −    | −    | 48   | −    | −    | −    | 14   | 37   | −    | 23   |
| Vuelta a EspañaVuelta | 80   | 21   | 15   | −    | 13   | 20   | 17   | 21   | 15   | 8    | 15   |